# Zhang Yi (Bogong)
|  | Per altres persones anomenades igual, vegeu Zhang Yi |

En aquest nom xinès, el cognom és Zhang.
Zhang Yi (mort el 264 EC), nom estilitzat Bogong, va ser un general militar de Shu Han durant l'era dels Tres Regnes de la història xinesa. Originari de Wuyang i un descendent de Zhang Liang, va esdevenir un comandant de Liu Bei després que aquest va prendre Yizhou. Va morir dins de la confusió produïda per l'intent de Jiang Wei i Zhong Hui de revoltar-se contra el regent de Cao Wei Sima Zhao amb Shu Han ja rendit i annexionat a l'estat rival hegemònic.

## En la ficció
A la novel·la històrica del Romanç dels Tres Regnes de Luo Guanzhong, Zhang Yi va ser un general militar de l'era tardana de Shu Han, normalment servint per sota o al costat de Liao Hua. Va transir al capítol 119 durant la confusió produïda per l'aixecament fallit de Jiang Wei i Zhong Hui.